# Sörnäskurvan

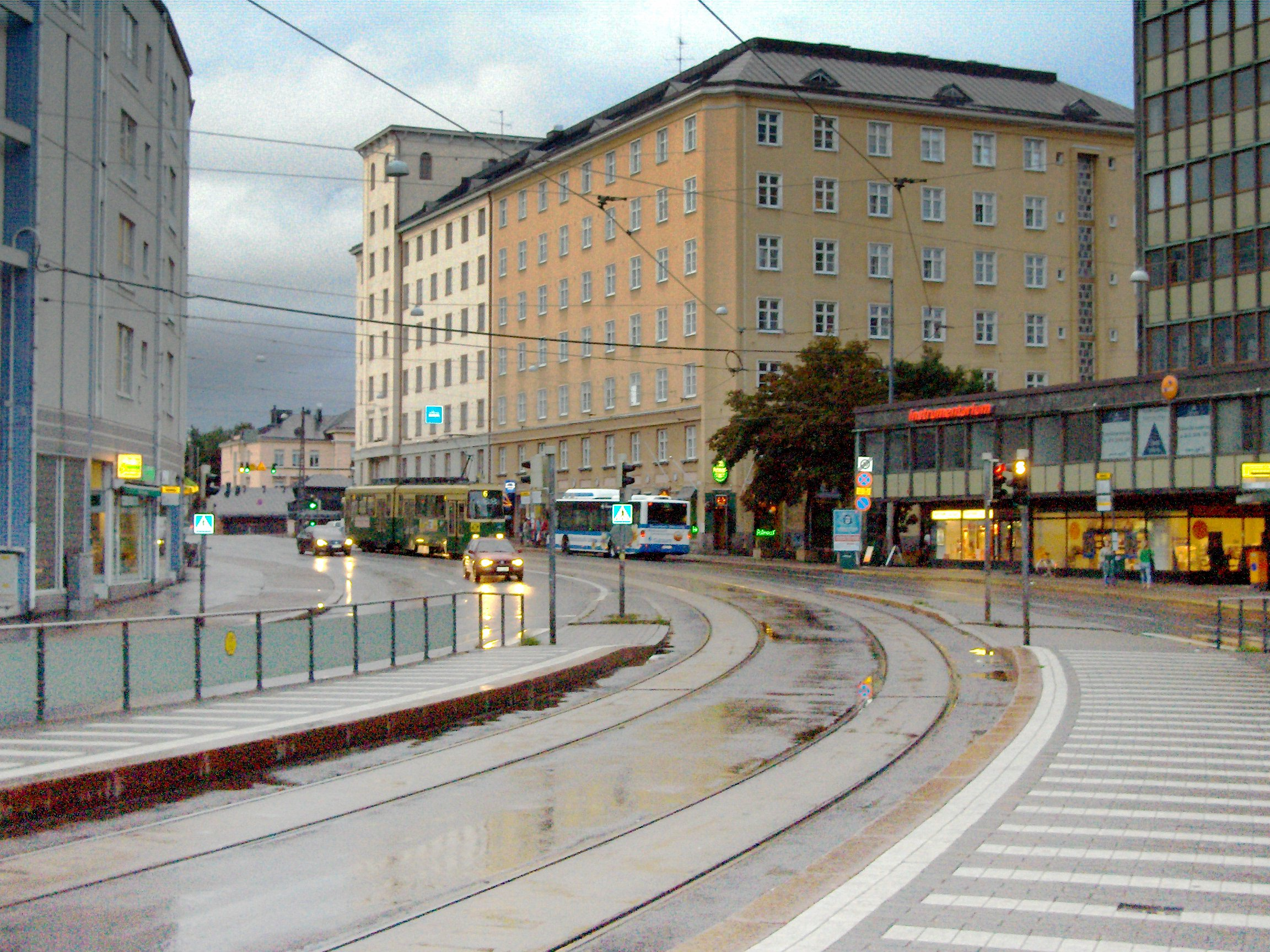
Sörnäskurvan, vy mot nordost.

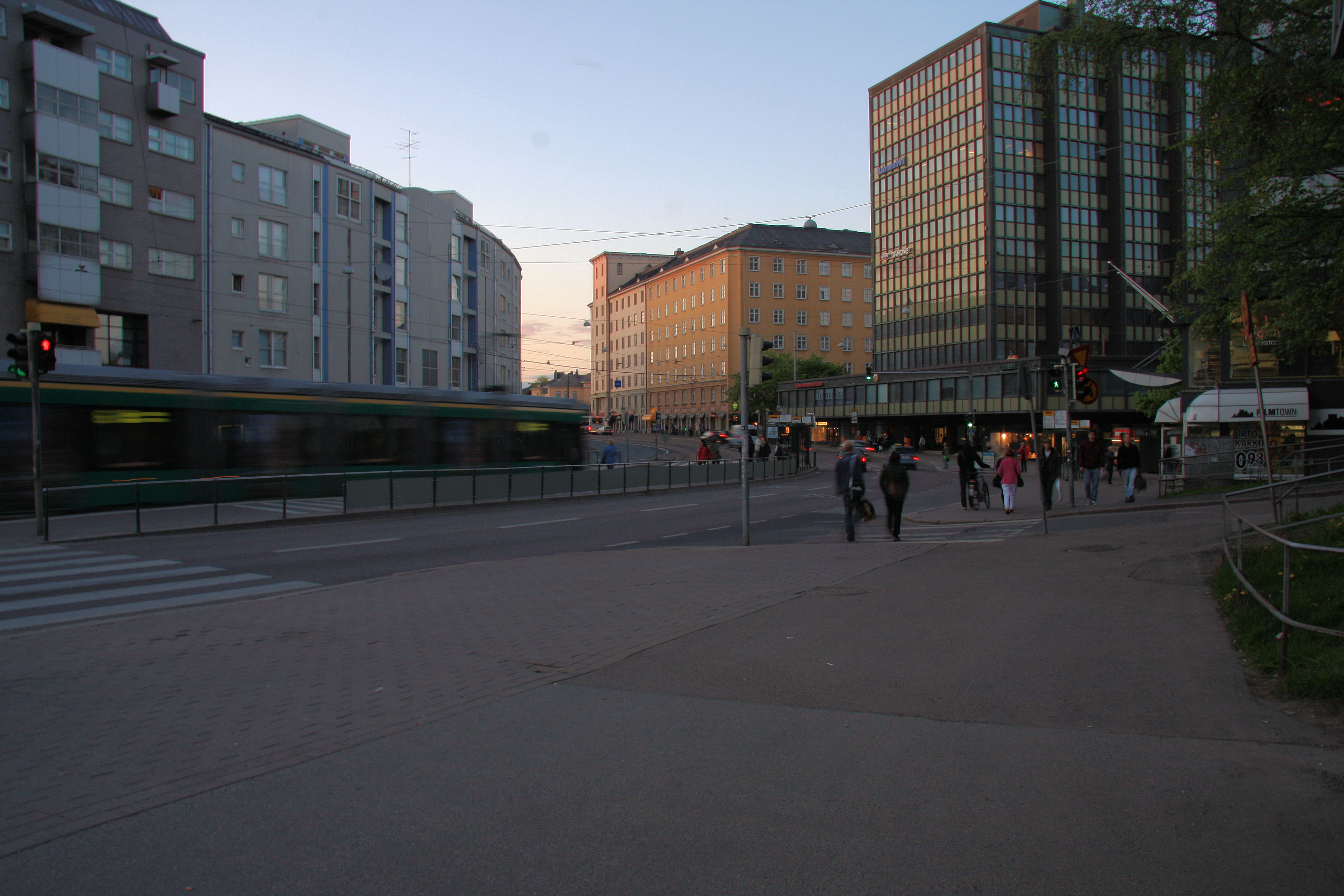
Vy mot nordost.

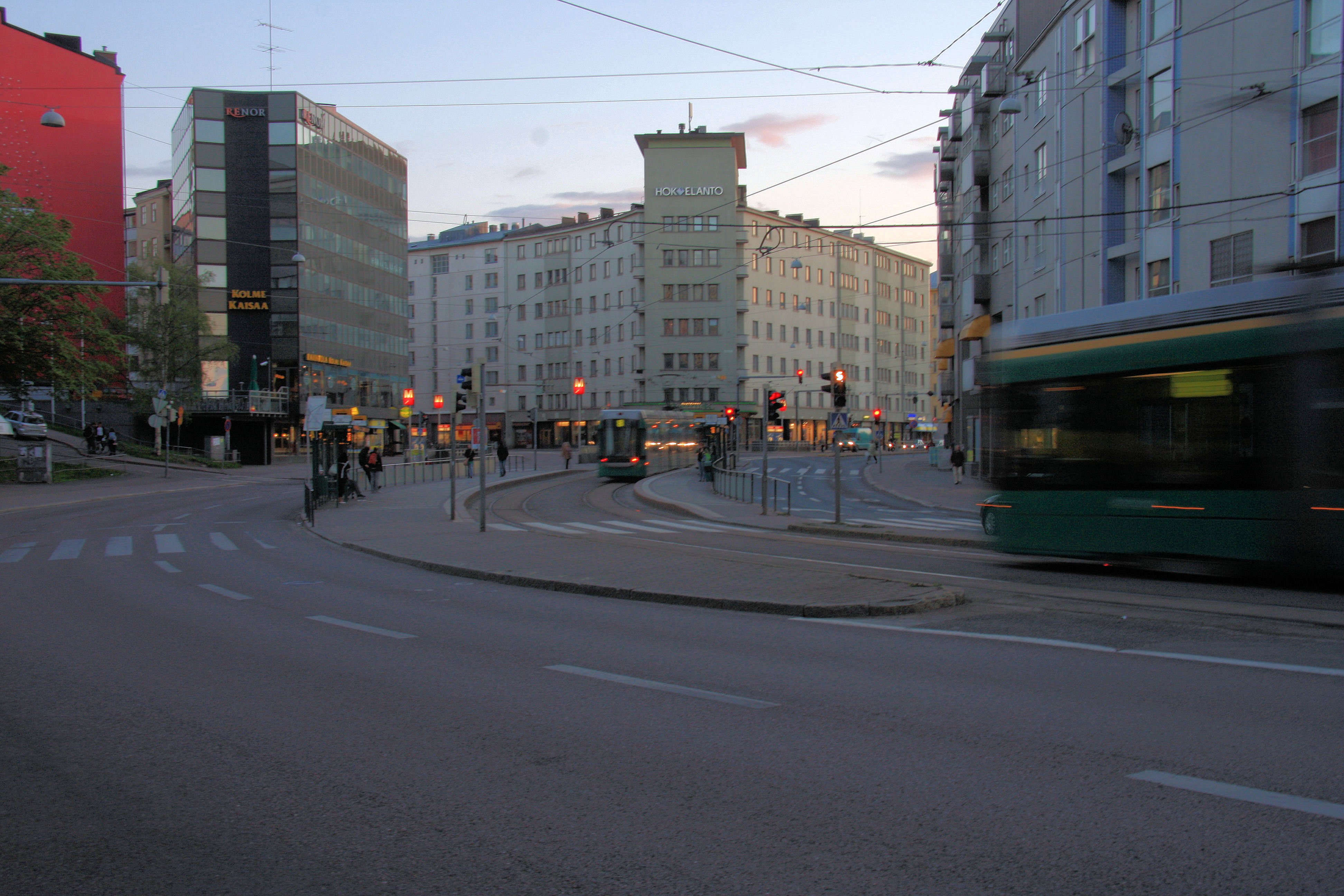
Sörnäskurvan, vy mot sydväst.

Sörnäskurvan (finska: Sörnäisten kurvi) eller enbart Kurvan (finska: Kurvi) är ett område kring skärningspunkten mellan stadsdelarna Berghäll, Sörnäs och Åshöjden i Helsingfors, vid korsningen av Helsingegatan och Tavastvägen. Kurvan är en viktig trafikpunkt med metrostation, spårvagns- och busshållplatser.

## Trafikförbindelser
| Linje | Rutt                                                                         |
| ----- | ---------------------------------------------------------------------------- |
| Metro | Gräsviken - Mellungsbacka                                                    |
| Metro | Gräsviken - Nordsjö                                                          |
| 6     | Sandviken - Arabia                                                           |
| 7A    | Senatstorget - Tölö - Böle station - Senatstorget                            |
| 7B    | Senatstorget - Böle station - Tölö - Senatstorget                            |
| 8     | Sundholmen - Tölö - Arabia                                                   |
| 8X    | Sundholmen - Tölö - Vallgård                                                 |
| 55    | Maria sjukhus - Forsby                                                       |
| 55A   | Sandudd - Maria sjukhus - Forsby                                             |
| 55AK  | Sandudd - Maria sjukhus - Forsby                                             |
| 55K   | Maria sjukhus - Forsby                                                       |
| 62    | Järnvägstorget - Britas                                                      |
| 64    | Järnvägstorget - Östra Baggböle                                              |
| 64N   | Järnvägstorget - Kottby - Östra Baggböle                                     |
| 65A   | Drumsö - Järnvägstorget - Åggelby (Grinddal)                                 |
| 65N   | Järnvägstorget - Åggelby (Grinddal)                                          |
| 66    | Järnvägstorget - Månsas - Västra Baggböle                                    |
| 66A   | Drumsö - Järnvägstorget - Västra Baggböle                                    |
| 67    | Järnvägstorget - Torparbacken                                                |
| 67X   | Järnvägstorget - Torparbacken                                                |
| 68X   | Järnvägstorget - Ladugården                                                  |
| 70    | Järnvägstorget - Brobacka - Skomakarböle                                     |
| 70V   | Järnvägstorget - Kottby - Brobacka - Skomakarböle                            |
| 71    | Järnvägstorget - Rönninge - Rönnbacka                                        |
| 71V   | Järnvägstorget - Rönnbacka - Bocksbacka                                      |
| 72    | Järnvägstorget - Bocksbacka - Mosabacka                                      |
| 73    | Hagnäs - Malm - Parkstads station - Skomakarböle                             |
| 73N   | Järnvägstorget - Malm - Parkstads station - Skomakarböle                     |
| 74    | Hagnäs - Smedsbacka - Mosabacka - Parkstad                                   |
| 74N   | Järnvägstorget - Smedsbacka - Mosabacka - Parkstad                           |
| 75    | Järnvägstorget - Tattarmossen - Parkstads station                            |
| 77    | Järnvägstorget - Jakobacka                                                   |
| 516   | Hagnäs - Mårtensdal                                                          |
| 611   | Järnvägstorget - Simonsbro                                                   |
| 611N  | Järnvägstorget - Lövkulla                                                    |
| 611Z  | Järnvägstorget - Simonsbro                                                   |
| 613   | Järnvägstorget - Kallbäcken                                                  |
| 613K  | Järnvägstorget - Kallbäcken                                                  |
| 613N  | Järnvägstorget - Kallbäcken                                                  |
| 615   | Järnvägstorget - Flygplatsen                                                 |
| 615T  | Järnvägstorget - Herrgårdsforsen - Flygplatsen                               |
| 615TK | Järnvägstorget - Herrgårdsforsen - Flygplatsen                               |
| 615V  | Järnvägstorget - Ring III - Flygplatsen                                      |
| 615VK | Järnvägstorget - Ring III - Flygplatsen                                      |
| 620N  | Järnvägstorget - Rosendal - Flygplatsen                                      |
| 623   | Järnvägstorget - Räckhalsbacken                                              |
| 623Z  | Järnvägstorget - Räckhalsbacken                                              |
| 632   | Helsingfors - Kvarnby (- Skavaböle)                                          |
| 633   | Järnvägstorget - Fallbäcken - Kervo                                          |
| 633A  | Järnvägstorget - Fallbäcken - Kervo - Virrenkulma                            |
| 633K  | Järnvägstorget - Fallbäcken - Kervo                                          |
| 633N  | Järnvägstorget - Fallbäcken - Kervo                                          |
| 635   | Helsingfors - Landsvägsbyn (- Skavaböle)                                     |
| 643N  | Helsingfors - Rosendal - Landsvägsbyn (- Skavaböle)                          |
| 650   | Järnvägstorget - Övitsböle                                                   |
| 650A  | Järnvägstorget - Vandaparken                                                 |
| 651   | Järnvägstorget - Stubbacka                                                   |
| 651A  | Järnvägstorget - Stubbacka - Vinikskogen                                     |
| 652   | Järnvägstorget - Stubbacka                                                   |
| 652A  | Järnvägstorget - Stubbacka - Vinikskogen                                     |
| 700N  | Järnvägstorget - Dickursby - Havukoski - Korso - Brännberga - Järnvägstorget |
| 710N  | Järnvägstorget - Björkby - Korso - Mikkola - Järnvägstorget                  |
| 730   | Järnvägstorget - Norra Nissbacka                                             |
| 730P  | Järnvägstorget - Norra Nissbacka                                             |
| 731   | Järnvägstorget - Brännberga                                                  |
| 731N  | Järnvägstorget - Brännberga                                                  |
| 732   | Järnvägstorget - Havukoski                                                   |
| 732B  | Järnvägstorget - Furumo                                                      |
| 734   | Järnvägstorget - Lövkulla                                                    |
| 738   | Järnvägstorget - Ahjo - Kervo - Mattilanpuisto                               |
| 738K  | Järnvägstorget - Kervo                                                       |
| 740   | Järnvägstorget - Nissas                                                      |
| 741   | Järnvägstorget - Kungsbacka                                                  |
| 741K  | Järnvägstorget - Kungsbacka                                                  |
| 741N  | Järnvägstorget - Kungsbacka                                                  |
| 742   | Järnvägstorget - Korso                                                       |
| 03N   | Järnvägstorget - Böle                                                        |
| 05N   | Järnvägstorget - Malm - Parkstad                                             |
| 06N   | Järnvägstorget - Brobacka                                                    |
| 08N   | Järnvägstorget - Ladugården                                                  |
| 09N   | Järnvägstorget - Torparbacken                                                |